# Triodontella costipennis
Triodontella costipennis är en skalbaggsart som beskrevs av Leon Fairmaire 1901. Triodontella costipennis ingår i släktet Triodontella och familjen Melolonthidae.
Artens utbredningsområde är Madagaskar. Inga underarter finns listade i Catalogue of Life.